# 제국 예술원

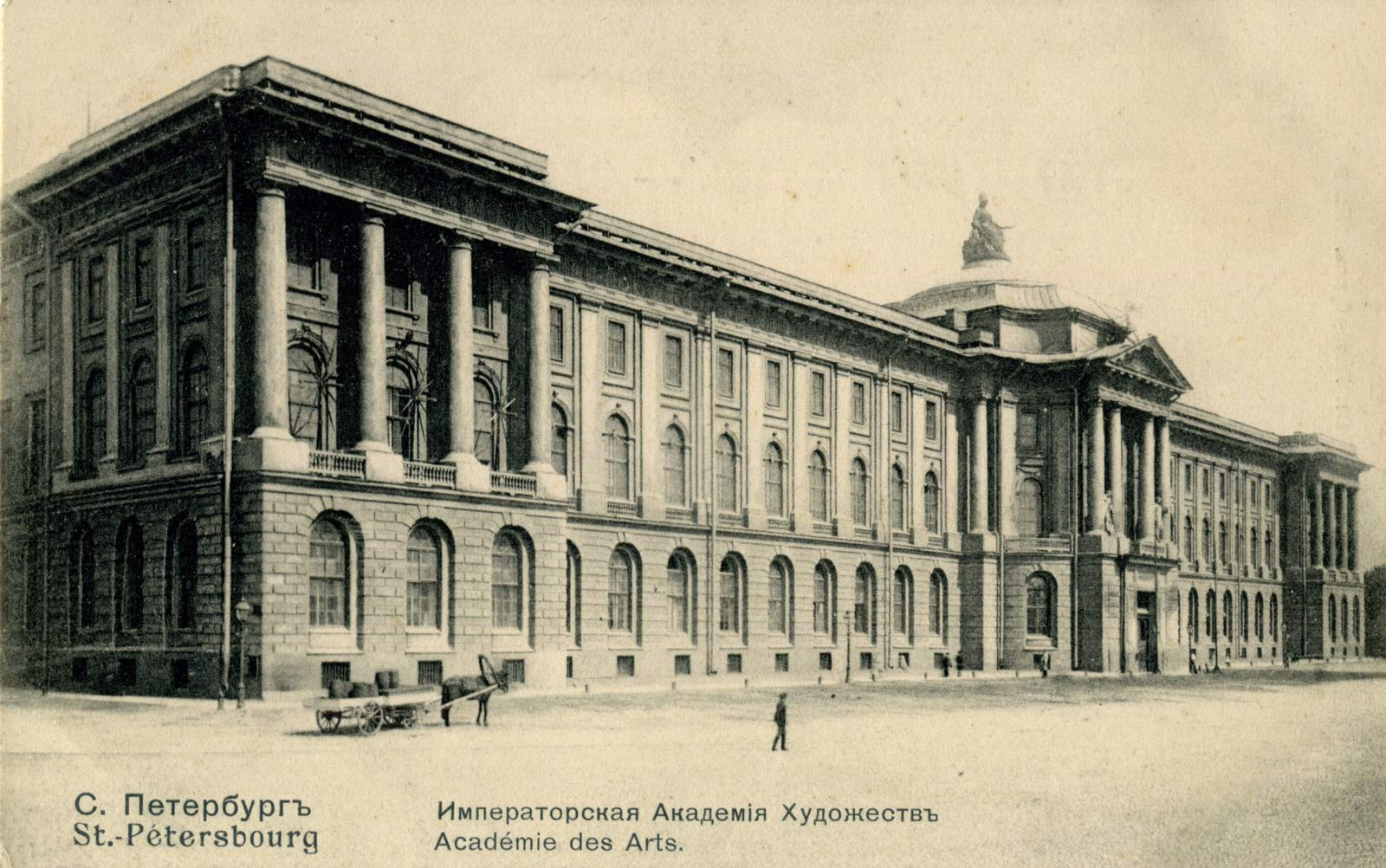
1912년의 제국 예술원

제국 예술원(러시아어: Императорская Академия художеств)은 1757년 러시아 제국 제국 모스크바 대학교의 창립자 이반 슈발로프가 설립한 상트페테르부르크의 예술 아카데미였다. 이 예술 아카데미는 신고전주의 양식과 기법을 장려했고, 유망한 학생들을 추가 학업을 위해 유럽으로 보냈다. 예술가들이 성공적인 경력을 쌓으려면 이 아카데미에서의 훈련이 사실상 필수였다.
1918년 러시아 혁명 이후 공식적으로 폐지된 이 아카데미는 여러 번 이름이 바뀌었다. 무료 수업이 시행되었고, 전국의 학생들이 매년 몇 안 되는 자리를 놓고 치열하게 경쟁했다. 1947년 국립 기관은 모스크바로 이전되었다.